# 일리리아인

일리리아인의 거주 범위

일리리아인(고대 그리스어: Ἰλλυριο, 라틴어: llyrii / Illyri)은 고대의 발칸반도 서부, 이탈리아반도 연안 남동부에 거주하던 인도유럽인 민족이다.
일리리아인이 거주하던 지역은 고대 그리스, 고대 로마의 작가들에 의해 일리리아로 알려져 있다. 일리리아인이 거주하던 범위는 크로아티아, 보스니아 헤르체고비나, 슬로베니아, 몬테네그로의 전체 지역, 세르비아의 일부 지역, 알바니아의 대부분 지역에 달하며 서쪽으로는 아드리아해 연안, 북쪽으로는 드라바강, 동쪽으로는 벨리카모라바강, 남쪽으로는 비오서강 어귀에 달한다.
일리리아인의 역사는 기원전 1000년경부터 시작되었다고 전해진다. 일리리아인의 기원에 대해서는 여러 가지 가설이 있는데 대표적인 가설로는 청동기 시대에 아드리아 해와 사바강 사이에 거주하던 사람이 일리리아의 문화에 동화되면서 형성되었다는 가설이 전한다.
일리리아인에 관한 최초의 문헌은 기원전 4세기에 쓰여진 고대 그리스어 문헌이다. 문헌에 남겨진 몇몇 부족들은 원래 자신들을 일리리아인으로 생각했고 일리리아인 공통의 언어인 일리리아어로 결합되어 있던 것으로 추정된다. 5세기에 일리리아어는 소멸되었지만 몇몇 문헌은 인도유럽어족 계열의 언어로 쓰여졌음을 충분히 증명하고 있다.
일리리아인이라는 명칭은 고대 그리스인들이 자신들이 거주하던 지역의 북쪽 인근에 거주하던 사람들을 언급하는 과정에서 사용된 것이기 때문에 오늘날 이들의 거주 범위, 언어, 문화적 동질성은 불명확하다. 또한 고대 이탈리아에 거주하던 몇몇 민족들은 지리적 범위의 일리리아에서 이탈리아 반도로 건너간 것으로 추정된다.
일리리아인의 부족들은 자신들을 일리리아인으로 여기지 않았고 자신들의 부족 이름을 사용했다. 일리리아인이라는 명칭은 청동기 시대에 고대 그리스인들이 최초로 만났던 특정 부족의 이름으로 추정되는데 이는 언어, 습관이 같은 사람들 모두를 일리리아인이라고 부른 것이 원인이다.
일리리아인이라는 명칭이 마지막으로 등장한 문헌은 7세기 비잔티움 제국 이전에 존재했던 로마 제국의 일리리아 속주의 수비대에 관한 문헌이다. 일리리아인은 그리스인, 로마인, 켈트족, 슬라브족에 동화되면서 점차 소멸되었다.